# سید محمدرضا تنکابنی
سیدمحمدرضا تنکابنی سیاست‌مدار ایرانی بود، که در  دوره بیست و سوم  به عنوان نماینده قزوین در مجلس شورای ملی حضور داشت.